# Muthkhed (Chondi Mukhed), Aurad
Muthkhed (Chondi Mukhed) là một làng thuộc tehsil Aurad, huyện Bidar, bang Karnataka, Ấn Độ.